# Baptiste Rey-Gorrez
Pour les articles homonymes, voir Rey et Gorrez.
Pas d'image ? Cliquez ici

a Compétitions nationales et continentales officielles uniquement.

Dernière mise à jour le 25 février 2023.
Baptiste Rey-Gorrez, né le 15 décembre 1987, est un joueur de rugby à XV évoluant au poste de troisième ligne aile.

## Palmarès
- International -18 ans : 2 sélections en 2005 (Espagne, Angleterre)